# Suna (fiume)
La Suna (in russo Су́на?) è un fiume della Russia europea nordoccidentale (Repubblica di Carelia), tributario del lago Onega (bacino idrografico dello Svir').
Ha origine dalle alture della Carelia occidentale, emissario del lago Kivijarvi. Scorre con direzione mediamente sudorientale, attraversando una regione di basse colline e ricca di laghi; sfocia nel lago Onega nella sua sezione nordoccidentale, in una insenatura conosciuta come baia di Kondopoga dal nome del maggiore centro urbano lungo le sponde. Il maggiore affluente della Suna è il Semč', confluente dalla sinistra idrografica.
La Suna attraversa molti laghi nei suoi 280 chilometri di percorso, fra i quali i maggiori sono Roik-Navolok, Gimol'skoe, Sund, Kudomgubskoe; passa inoltre per circa 50 tra rapide e cascate, le maggiori delle quali sono quelle di Kivač, nel basso corso. La Suna non tocca alcun centro urbano di rilievo nel suo corso; i maggiori insediamenti sono Tumba, Porosozero, Lindozero, Girvas e, presso la foce, Janišpole.
La Suna, analogamente a tutti gli altri fiumi della zona, è gelata per lunghi periodi ogni anno, mediamente dal tardo autunno alla primavera; negli altri mesi le sue acque vengono utilizzate per la fluitazione del legname.